# Oniscus simoni
Oniscus simoni là một loài chân đều trong họ Oniscidae. Loài này được Budde-Lund miêu tả khoa học năm 1885.